# 明日、ボクは死ぬ。キミは生き返る。
『明日、ボクは死ぬ。キミは生き返る。』（あした、ぼくはしぬ。きみはいきかえる。、英: Tomorrow,I will die.You will revive.）は、藤まるのライトノベルである。イラストはH2SO4が務めた。電撃文庫（アスキー・メディアワークス→KADOKAWA）より2012年2月から2014年11月まで刊行された。第19回電撃小説大賞で金賞を受賞した（受賞時のタイトルは『明日、僕は死ぬ。君は生き返る。』）。

## あらすじ
不良のレッテルを貼られている主人公の秋月は少女が事故死する場面に出くわしてしまう。その際に、黒いローブを纏った人影（後に光によって「細井さん」などと呼ばれる）に持ちかけられた「寿命の半分を代償にして光を助ける」という取引に乗ってしまう。その後、秋月は1日ごとに光と人格が入れ替わってしまう体質となる。交換日記を使って問題が起きないようにしようとする秋月だったが、光の性格と行動が影響し、秋月自身も様々な出来事に巻き込まれていく。そして、それに伴って秋月の日常は少しずつ変化していく。

## 登場人物
坂本 秋月（さかもと あきつき）
本作の主人公。県立桜姫高校の二年生。長男で、妹が1人いる。顔つきのせいで不良扱いされ、他人からも不良のレッテルを貼られている。そのため、原作1巻の初めの方ではすてらから「校内一の不良」などと揶揄されている。寿命の半分と引き換えにして1日ごとに光と人格が入れ替わる体質となってしまう。

夢前 光（ゆめさき ひかる）
滝王高校の女子高生。原作1巻で事故死し、その後、1日ごとに秋月と人格が入れ替わるようになる。

坂本 雪瑚（さかもと ゆきこ）
秋月の妹。中学1年生。原作1巻の初めの方では「クズ」などと秋月のことを呼んでいたが、後にその態度も変化していく。

真田 霞（さなだ かすみ）
秋月のクラスメイト。

日雲 すてら（ひぐも すてら）
保健室の先生。

## 制作背景
電撃小説大賞受賞時の選評で、高畑京一郎は同作の台詞回しには謎の中毒性がある反面、少々作者の都合で動かしているところがあると評したほか、時雨沢恵一や佐藤達郎、徳田直巳などは一日ごとに彼女と入れ替わるのに加えてヒロインがなかなか登場しないという設定がかえって斬新だと評した。これを受けて、受賞時の改稿作業では保健室の先生を女性にしたり、妹の登場回数を増やしたりするなど、書籍化に当たり大幅な改稿を行われた。
藤まるによれば、本作を執筆する半年ほど前に会社での立場が危うい状態となったり、入院するはめになったりしたことから、何かを行おうとして書いたと作品で、当初は主人公が多重人格で悩んでいるという設定で書こうとしたものの、電撃文庫に合わないと考えて内容を大幅に変更して、主人公の一人称で統一するなどして作品を著していったと話している。また、著者の藤まる自身が大学のサークルで映画を撮影していたことも同作に生かされたとも話している。

## 既刊一覧
- 藤まる（著）・H2SO4（イラスト）、アスキー・メディアワークス→KADOKAWA〈電撃文庫〉、全4巻
  - 『明日、ボクは死ぬ。キミは生き返る。』2013年2月10日発売[4]、ISBN 978-4-04-891329-4
  - 『明日、ボクは死ぬ。キミは生き返る。2』2013年6月7日発売[5]、ISBN 978-4-04-891599-1
  - 『明日、ボクは死ぬ。キミは生き返る。3』2013年10月10日発売[6]、ISBN 978-4-04-866024-2
  - 『明日、ボクは死ぬ。キミは生き返る。〜Sunrise & Sunset Story〜』2014年11月8日発売[7]、ISBN 978-4-04-869063-8

## イメージソング
音楽ユニット「MOSAIC.WAV」とコラボした同書のイメージソングが制作され、2017年4月28日にCD『明日、ボクは死ぬ。キミは生き返る。〜Last Page〜』として発売された。CDには初回購入特典として著者の藤まるによる書き下ろしのB6ブックレットがつけられた。

### 収録曲
1. 『憑依系ヒロイン、光ちゃん参上!』（イメージ: 夢前光、歌: み〜こ、楽曲制作: 狐夢想・ARM・MOSAIC.WAV）[9][10]
2. 『じゅる…おにいさま☆いただきますなのです!!』（イメージ: 坂本雪瑚、歌: み〜こ、楽曲制作: yksb・しらたまぷりん・どれちゅ・MOSAIC.WAV）[9][10]
3. 『Orange Candy』（イメージ: 真田霞、歌: み〜こ、楽曲制作: yksb・MOSAIC.WAV）[9][10]
4. 『HERO戦隊セクシードリーム』（イメージ: セクシードリーム戦隊、歌: セクシーレッドの坂本秋月（CV: 柏森進）、セクシーオレンジの真田霞（CV: み〜こ）、セクシーピンクの香寺美沙貴（CV: 尾崎亜梨子）、セクシーグリーンの風城隆行（CV: 三本木大輔）、楽曲制作: yksb・MOSAIC.WAV）[9][10]
5. 『ウラオモテダイアリー』（イメージ: 明日、ボクは死ぬ。キミは生き返る。、歌: み〜こ、楽曲制作: yksb・MOSAIC.WAV）[9][10]